# Псевдозухии
Псевдозухиите (Pseudosuchia) са група изчезнали влечуги от инфраклас Archosauromorpha. Живели са през триас. Важна група в еволюционно отношение, понеже от тях произлизат архозаврите от групата на крокодилите. Придвижвали се на 4 или на 2 крака, а понякога и по двата начина. При някои се образувала кожна черупка от костни щитчета. Повечето псевдозухии били малки наземни хищници. Големи размери (до 5 m) достигали само някои крокодиловидни форми. Вероятно редица псевдозухи се приспособили към дървесен начин на живот. Известни са останки в утаечните слоеве в Северна и Южна Америка, Европа и Азия.
За първи път таксонът е дефиниран от Карл Алфред фон Цител (1839 – 1904) през 1890 г. Готие го предефинира през 1984 г. и членовете на Псевдозухии вече са прародители на пракрокодилите и техните наследници. Серено в „Архозавроморфа“ (1991 г.) обединява различните пракрокодилски форми на псевдозухиите в Круротарси на базата на морфологията на глезена. Оттогава нататък името Псевдозухии не се ползва.